# Schindelbrücher Kunstgraben
Der Schindelbrücher Kunstgraben ist ein 1703/1704 entstandener Graben im Unterharz, der heute trockengelegt ist. Er ist der älteste Teil des Silberhütter Kunstgrabens und Teil des Unterharzer Teich- und Grabensystems.

## Geschichte
Georg Christoph von Utterodt übernahm 1701 den Posten des Berghauptmanns in Straßberg. Zur besseren Verteilung des Wassers aus dem Einzugsgebiet des Gräfingründer Teichs und zum Sammeln von Wasser der oberen Einzugsgebiete weiter unterhalb liegender Bäche wurde unter von Utterrodts Leitung der Schindelbrücher Kunstgraben bis zum 1704 erbauten Faulen Pfützenteich angelegt. Durch das Anschneiden des Möllerteichgrabens war es möglich, sowohl die Kiliansteiche, den Frankenteich, den Maliniusteich als auch die drei Treuen Nachbarn und den Glasebach und somit den Glasebacher Teich mit Wasser zu versorgen. Die Wasserscheide zwischen Rödelbach und Glasebach wird durch die Kohlbergrösche überwunden.
Mit dem weiteren Ausbau der Straßberger Wasserwirtschaft unter Christian Zacharias Koch wurde der den Schindelbrücher Kunstgraben kreuzenden Möllerteichgrabens vom Rieschengraben bzw. Ludengraben gespeist und ermöglichte die Zuführung von Wasser aus den Einzugsgebieten der oberen Lude und Schmalen Lude.
1761/62 wurde der Anhaltische Graben angelegt, der kurz vor dem Treuen Nachbarteich vom Schindelbrücher Kunstgraben abzweigte und das Wasser in das Neudorfer Bergbaurevier des Fürstentums Anhalt-Bernburg leitete, um die dortigen Teiche mit Aufschlagwasser zu versorgen.
Nach dem Niedergang des Bergbaus und dem Konkurs der Aufbereitungsanlage in Silberhütte verfiel der Graben ab 1910. Der Verlauf ist, zumindest im Oberlauf, im Gelände größtenteils noch erkennbar, jedoch funktionslos und vielfach mit Bäumen bewachsen. Querende Forstwege unterquert der Graben größtenteils in Rohren.